# Jarcová

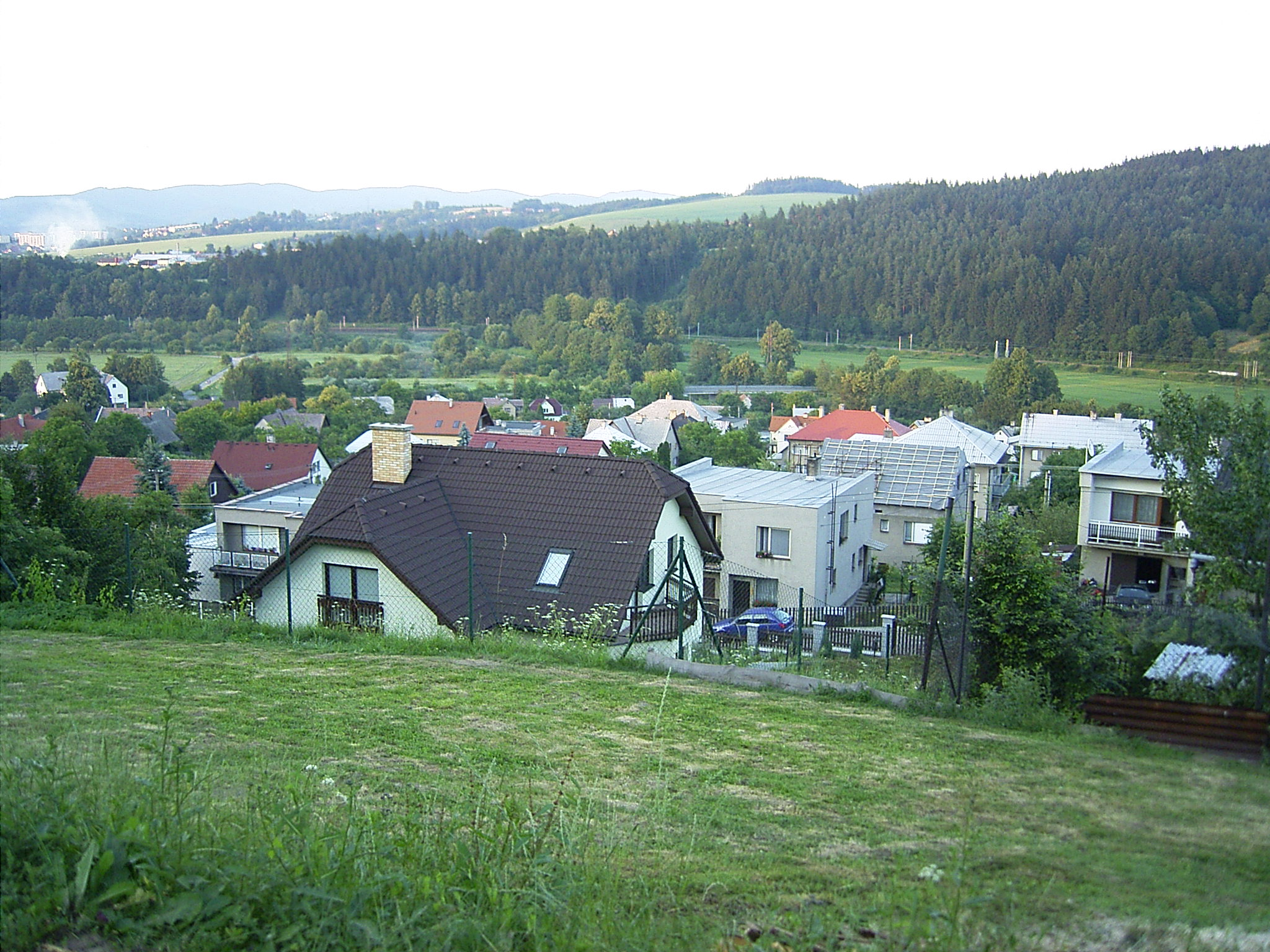
Blick von Südwesten auf Jarcová

Jarcová (deutsch Jarzowa) ist eine Gemeinde in Tschechien. Sie liegt drei Kilometer südlich von Valašské Meziříčí in der mährischen Walachei und gehört zum Okres Vsetín.

## Geographie
Jarcová befindet sich am nordöstlichen Fuße der Hostýnské vrchy linksseitig über dem Tal der Vsetínská Bečva. Südöstlich erheben sich der Brdo (543 m), die Medůvka (608 m) und Poskla (534 m), im Süden die Prašivá (487 m) sowie westlich die Píšková (578 m). Unterhalb des Dorfes verläuft rechtsseitig der Vsetínská Bečva die Staatsstraße 57 und die Eisenbahn zwischen Valašské Meziříčí und Vsetín. Die nächste Bahnstation ist Brňov.
Nachbarorte sind Drážky, Pod Kříkami und Valašské Meziříčí im Norden, Křivé, Brdky, Podlesí und Oznice im Nordosten, Řehlov, Podhájí und Malá Lhota im Osten, Brňov im Südosten, Paseky, Potoky, Konvica, Bystřička und Žabárna im Süden, Zavápenné, Píšková und Oznice im Südwesten, Krplov und Police im Westen sowie Branky, Dolní Dvůr, Trnové, Vanová, Paseky u Revíru, Bražiska, Kotlina und Úlehla im Nordwesten.

## Geschichte
Das Dorf entstand wahrscheinlich im Zuge der großen Kolonisationsphase. 1392 wurde Jarczowa Lhota als Teil der bischöflichen Lehnsherrschaft Arnoltovice-Meziříčí erstmals erwähnt. Seit 1505 wurde der Ort als Jarczowa bezeichnet. Jarczowa war Sitz eines Vogtes, der erste namentlich überlieferte ist 1516 nachweisbar. Ab 1800 wurde in Jarczowa unterrichtet. Das erste Schulhaus entstand 1823. Das älteste Ortssiegel stammt von 1830 und zeigt die Jarcovská kula. Die Bewohner lebten von der Landwirtschaft und verdienten sich ein Zubrot mit dem Verkauf von Holzwaren und Gelegenheitsarbeiten in Krasno und Valašské Meziříčí. Bis zur Mitte des 19. Jahrhunderts war Jarcová zur Herrschaft Valašské Meziříčí untertänig.
Nach der Aufhebung der Patrimonialherrschaften bildete Jarczowa ab 1850 eine Gemeinde in der Bezirkshauptmannschaft Valašské Meziříčí. Seit 1872 findet die heutige Ortsnamensform Jarcová Verwendung. 1885 wurde die Eisenbahn von Mährisch Weißkirchen nach Wsetin eingeweiht. Zwischen 1893 und 1894 wurde ein neues Schulhaus errichtet. Nach der Aufhebung des Okres Valašské Meziříčí wurde Jarcová 1960 dem Okres Vsetín zugeordnet. Seit 1993 führt die Gemeinde ein Wappen und Banner.

## Gemeindegliederung
Für die Gemeinde Jarcová sind keine Ortsteile ausgewiesen. Zu Jarcová gehören die Ansiedlungen Bražiska, Krplov, Nová und Zavápenné.

## Sehenswürdigkeiten
- Jarcovská kula, acht Meter hoher freistehender zylindrischer Sandsteinfelsen, südwestlich über dem Dorf
- Großes Sandsteinkreuz aus dem Jahre 1832, es wurde 2002 zum Kulturdenkmal erklärt
- Gezimmerter walachischer Glockenturm
- Aussichtsturm Jarcová, westlich des Dorfes bei Krplov, der 14 m hohe hölzerne Bau wurden zwischen 2008 und 2009 durch Vilém Bystroň auf seinem Grundstück errichtet, der Turm ist nachts beleuchtet, in elf Metern Höhe befindet sich die Aussichtsplattform.
- Gedenkstein für Tomáš Garrigue Masaryk, westlich des Ortes am Naturlehrpfad T.G.M. zur Píšková